# Sainte-Croix-sur-Mer
Sainte-Croix-sur-Mer è un comune francese di 244 abitanti situato nel dipartimento del Calvados nella regione della Normandia.

## Società

### Evoluzione demografica
Abitanti censiti